# Hans Brockmann (Schauspieler)

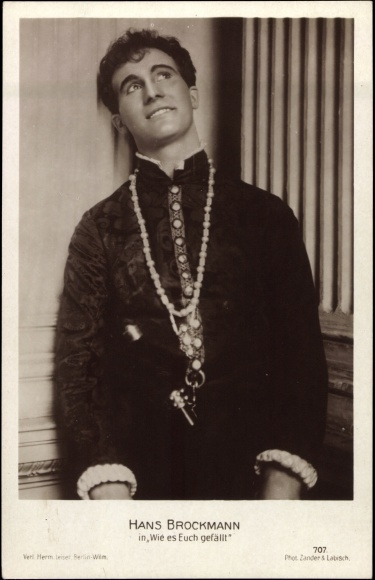
Hans Brockmann in Wie es euch gefällt

Hans Brockmann (15. Juni 1893 als Johannes Thomas Kraus in Bochum – 16. Februar 1982 in Hamburg) war ein deutscher Film- und Theaterschauspieler.

## Leben und Wirken
Der geborene Johannes Kraus war ein Sohn des Bierbrauers Konrad Kraus und dessen Frau Anna, geb. Günther. Über seinen Ausbildungsweg ist derzeit nichts bekannt. Ab 1920 führte er den amtlichen Familiennamen Brockmann. Im selben Jahr war er an Max Reinhardts Deutschem Theater in Berlin engagiert, wo er in Gogols Die Spieler mitwirkte. 1921 spielte er den Guten Gesellen im Jedermann bei den Salzburger Festspielen. 1922 war er der Lucentio in Der Widerspenstigen Zähmung im Großen Schauspielhaus in Berlin. Verbürgt sind eine Bühnenrolle in Shakespeares Wie es euch gefällt sowie fünf Rollen in Stummfilmen.
Später war Brockmann Regisseur und Intendant der Bühnen in Kiel und Frankfurt (Oder). Dort entdeckte und förderte er unter anderem Ernst Busch und Hans Söhnker. Nach dem Krieg war Brockmann am Staatsschauspiel Dresden engagiert und ging von dort nach Westdeutschland, wo er an verschiedenen Bühnen tätig war. Er verstarb am 16. Februar 1982 in Hamburg.
Hans Brockmann war von 1920 bis zur Scheidung 1926 in zweiter Ehe mit Lily Holzach verheiratet. Seine dritte Ehe schloss er 1944 in Dresden, seine vierte 1957 in Hamburg mit Yvonne Bauche.

## Filmographie
- 1919: Die Nacht des Grauens
- 1920: Die Frau im Himmel
- 1920: Kakadu und Kiebitz
- 1920: Eines großen Mannes Liebe
- 1923: Der Mensch am Wege
- 1969: Doppelagent George Blake (Fernsehfilm)